# Тимченко Володимир Олексійович
Тимченко Володимир Олексійович — радянський, український кінооператор.

## З життєпису
Народився 29 січня 1950 р. Закінчив Київський державний інститут театрального мистецтва ім. І. Карпенка-Карого (1979).
Був асистентом оператора (картини «Скарбничка» (1980), «Така пізня, така тепла осінь» (1981, у співавторстві), «Вир» (1983, у співавт.) та інших). 
Зняв на студії «Укртелефільм» стрічки: 
- «Вечори на хуторі біля Диканьки» (1983, 2-й оператор у співавт.)
- «Розповідь барабанщика» (1985, 2-й оператор)
- «Аспіранти», «Багатозмінка» (1987)
- «Казка одного села»
- «Довіра», «Фантазії директора» (1988)
- «Гімназисти», «Найцінніше», «Образ» (1990)
- «Народний Малахій» (1991)
- «Тут були відпочиваючі», «Чумацькими шляхами»
- «Київські прохачі» (1992)
- «Вибір» (1992, співавт. сцен.)
- «Українська ніч 33-го» (фільм 4-й, 1994)
- «Пейзаж душі після сповіді» (1995)
- «...час збирати каміння» (1995, с. 3—10, у співавторстві) та ін.